# UBE2E1
UBE2E1 (англ. Ubiquitin conjugating enzyme E2 E1) – білок, який кодується однойменним геном, розташованим у людей на короткому плечі 3-ї хромосоми.  Довжина поліпептидного ланцюга білка становить 193 амінокислот, а молекулярна маса — 21 404.
| 10         |  | 20         |  | 30         |  | 40         |  | 50         |
| ---------- |  | ---------- |  | ---------- |  | ---------- |  | ---------- |
| MSDDDSRAST |  | SSSSSSSSNQ |  | QTEKETNTPK |  | KKESKVSMSK |  | NSKLLSTSAK |
| RIQKELADIT |  | LDPPPNCSAG |  | PKGDNIYEWR |  | STILGPPGSV |  | YEGGVFFLDI |
| TFTPEYPFKP |  | PKVTFRTRIY |  | HCNINSQGVI |  | CLDILKDNWS |  | PALTISKVLL |
| SICSLLTDCN |  | PADPLVGSIA |  | TQYMTNRAEH |  | DRMARQWTKR |  | YAT        |

A: Аланін

C: Цистеїн

D: Аспарагінова кислота

E: Глутамінова кислота

F: Фенілаланін

G: Гліцин

H: Гістидин

I: Ізолейцин

K: Лізин

L: Лейцин

M: Метіонін

N: Аспарагін

P: Пролін

Q: Глутамін

R: Аргінін

S: Серин

T: Треонін

V: Валін

W: Триптофан

Кодований геном білок за функцією належить до трансфераз. 
Задіяний у таких біологічних процесах як убіквітинування білків, поліморфізм, ацетиляція, альтернативний сплайсинг. 
Білок має сайт для зв'язування з АТФ, нуклеотидами. 
Локалізований у ядрі.